# Borgo Montello
Borgo Montello, tidigare Conca, är en frazione i kommunen Latina inom storstadsregionen Rom i regionen Lazio i Italien. 
I Borgo Montello finns församlingskyrkan Santissima Annunziata, i vilken den heliga Maria Goretti år 1901 mottog sin första kommunion.